# Erythrolamprus guentheri
Erythrolamprus guentheri — вид змій родини полозових (Colubridae). Мешкає в Еквадорі і Перу. Вид названий на честь німецько-британського зоолога Альберта Гюнтера.

## Поширення і екологія
Erythrolamprus guentheri мешкають на сході Еквадору та на півночі Перу. Вони живуть у вологих тропічних лісах Амазонії та в передгір'ях Анд